# Математические методы в социологии
Математические методы в социологии — методы статистического анализа данных и методы математического моделирования социальных явлений и процессов.
Компьютерная социология — использование возможностей компьютерной техники для решения теоретических, эмпирических и практических задач в социологии.
Компьютационная теория социальных систем — имитационное моделирование свойств и отношений социальных агентов, которые рассматриваются как искусственные социальные агенты, обладающие искусственным интеллектом и реально функционирующие в режиме компьютерного времени.
В 1964 была опубликована первая монография, посвященная математической социологии (Дж. Коулман «Introduction to mathematical sociology»). С 1971 издаётся международный журнал по математической социологии «The Journal of Mathematical Sociology». В России с 1991 издается международный журнал «Социология: 4М», специализирующийся на обзоре и развитии использования методов математического моделирования в социологии.

## Виды
Среди видов математических методов, используемых в социологии и других социальных науках, различают:
- анализ социальных сетей,
- математическое моделирование,
- и др.